# Rafael Durán Vadell
Rafael Durán Vadell (Barcelona, 13 de maig de 1972) és un polític i historiador balear. Va ser portaveu del Partit Popular (PP) a l'Ajuntament de Palma. Anteriorment va ésser regidor d'esports del mateix ajuntament i president de l'Institut Municipal de l'Esport.
Sota la pressió dels sectors més ultra de Palma, el 2006 es va oposar contra la reedició de les guies d'educació sexual patrocinades per la marca de preservatius Durex i l'entitat bancària Sa Nostra-Caixa de Balears. L'agost del 2009 fou detingut en el marc de l'Operació Espada, en relació amb el Cas Palma Arena, sospitós de delictes de prevaricació, suborn, malversació de fons públics i falsificació de documents, per què la llei preveu penes de més de dos anys de prisó. Va dimitir de tots els seus càrrecs. El PP es va queixar-se de les detencions i va acusar la policia i la fiscalia de persecució contra el partit, que «obtindria un tractament desigual» en comparació amb altres formacions polítiques. Uns dies més tard, va ser posat en llibertat amb càrrecs. L'abril del 2010, el president del PP a Balears, José Ramón Bauzá el va suspendre temporalment de militància per les mesures cautelars.